# 모리스 르네 프레셰
모리스 르네 프레셰(프랑스어: Maurice René Fréchet IPA: [moʁis ʁəne fʁeʃɛ], 1878년 9월 2일 ~ 1973년 6월 4일)는 프랑스의 수학자이다. 함수해석학과 일반위상수학에 공헌하였고, 거리 공간의 개념을 도입하였다.

## 생애
1878년 9월 2일에 욘주의 작은 마을인 말리니(프랑스어: Maligny)의 개신교 가정에서 태어났다. 아버지는 자크 프레셰(영어: Jacques Fréchet)였으며, 어머니는 조에(프랑스어: Zoé)였다. 프레셰의 아버지는 개신교 학교의 교장이었으나, 프랑스 제3공화국이 종교 학교를 제한하면서 해고되었다. 이후 프레셰의 어머니는 여인숙을 차렸으며, 프레셰의 아버지는 교장 대신 일반 교사로서 교직에 복직할 수 있었다.
프레셰는 명문 학교인 뷔퐁 학교(프랑스어: Lycée Buffon)에 입학하였으며, 여기서 자크 아다마르 아래서 수학을 공부하였다. 1894년에 보르도 대학교에 입학하여 공부하였으며, 1900년에 에콜 노르말 쉬페리외르에 입학하여 1903년에 졸업하였다.
1907년에 고등학교 수학 교사가 되었으며, 1908년에 쉬잔 카리브(프랑스어: Suzanne Carrive, 1881~1945)와 결혼하여 2남·2녀를 두었다. 1910년에 푸아티에 대학교 교수가 되었다.
1914년에 제1차 세계 대전이 발발하였으며, 프레셰는 징집되어 영어 통역관으로 일했다. 전후 스트라스부르 대학교 수학 교수로 부임하였다. 1928년에 파리 대학교 수학 교수로 부임하였다.
프레셰는 영어와 에스페란토를 포함한 다양한 언어에 능통하였으며, 1950년~1953년 동안 국제 에스페란티스토 과학 협회(에스페란토: Internacia Scienca Asocio Esperantista)의 회장을 맡았다.
1973년 6월 4일 파리에서 사망하였다.

## 저서
- Fréchet, Maurice René (1928). 《Les espaces abstraits et leur théorie considérée comme introductión à l’analyse générale》 (프랑스어). Gauthier-Villars.
  - 《추상 공간과 그 이론: 일반 해석학 개론》
- Fréchet, Maurice René (1937). 《Recherches théoriques modernes sur la théorie des probabilités. Premier livre. Généralités sur les probabilités. Variables aléatoires》 (프랑스어). Gauthier-Villars.
  - 《확률론의 현대 이론 연구 1: 일반 확률론. 확률 변수》
- Fréchet, Maurice René (1938). 《Recherches théoriques modernes sur le calcul des probabilités. Second livre. Méthodes des fonctions arbitraires. Théorie des événements en chaîne dans le cas d’un nombre fini d’états possibles》 (프랑스어). Gauthier-Villars.
  - 《확률론의 현대 이론 연구 2: 무작위 함수법. 유한 개의 가능한 상태에 대한 사건열 이론》
- Fréchet, Maurice René (1953). 《Pages choisies d'analyse générale》 (프랑스어). Gauthier-Villars.
  - 《일반 해석학 선집(選集)》
- Fréchet, Maurice René (1955). 《Les Mathématiques et le concret》 (프랑스어). Presses Universitaires de France.
  - 《수학과 구체(具體)》

## 같이 보기
- F-공간
- 프레셰 도함수
- 프레셰 공간
- 함수해석학
- 위상 공간 (수학)

## 참고 문헌
- Barbut, Marc; Locker, Bernard; Mazliak, Laurent (2014). 《Paul Lévy and Maurice Fréchet: 50 years of correspondence in 107 letters》 (영어). Springer-Verlag. doi:10.1007/978-1-4471-5619-2. ISBN 978-1-4471-5618-5.
- Havlova, V.; Mazliak, Laurent; Sisma, P. (2005년 3월). “Le début des relations mathématiques franco-tchécoslovaques vu à travers la correspondance Hostinsky-Fréchet” (PDF). 《Journal Électronique d’Histoire des Probabilités et de la Statistique》 (프랑스어) 1 (1). 2016년 10월 12일에 원본 문서 (PDF)에서 보존된 문서. 2017년 3월 20일에 확인함.
- Taylor, Angus E. (1982). “A study of Maurice Fréchet I. His early work on point set theory and the theory of functionals”. 《Archive for History of Exact Science》 (영어) 27: 233–295. JSTOR 41133673.
- Taylor, Angus E. (1982). “A study of Maurice Fréchet II. Mainly about his work on general topology, 1909–1928”. 《Archive for History of Exact Science》 (영어) 34: 279–380. JSTOR 41133775.
- Taylor, Angus E. (1982). “A study of Maurice Fréchet III. Fréchet as analyst, 1909–1930”. 《Archive for History of Exact Science》 (영어) 37: 25–76. JSTOR 41133809.